# Youtiao
El youtiao o you tiao (xinès tradicional: 油條, xinès simplificat: 油条, pinyin: yóutiáo) és un pa fregit similar a un xurro i molt típic de la gastronomia xinesa així com del sud-est asiàtic. El youtiao se sol menjar per a esmorzar. Fet de forma convencional, el youtiao és lleugerament salat i és un acompanyament natural de l'arròs congee o la llet de soia.

## Variants
- Tanggao, és un dolç de massa fregida, similar en aparença al youtiao però més curt.
- Pasta llengua de vaca, és de massa similar però de forma el·líptica, és molt popular per esmorzar.
- Zhaliang, un youtiao embolicat amb un rotllo d'arròs.